# Calocera lutea
Calocera lutea är en svampart som först beskrevs av George Edward Massee, och fick sitt nu gällande namn av Robert Francis Ross McNabb 1965. Calocera lutea ingår i släktet Calocera och familjen Dacrymycetaceae.   Inga underarter finns listade i Catalogue of Life.